# Norderstedt
Norderstedt est une ville d'Allemagne du nord, dans la Région métropolitaine de Hambourg. Elle fait partie de l'arrondissement de Segeberg, dans le Land de Schleswig-Holstein. C'est la cinquième plus grande ville du Schleswig-Holstein et un centre économique important.

## Quartiers
Friedrichsgabe, Garstedt, Glashütte, Harksheide, Mitte.

## Jumelages
- Maromme (France) depuis 1966
- Oadby and Wigston (Royaume-Uni) depuis 1977
- Zwijndrecht (Pays-Bas) depuis 1981
- Kohtla-Järve (Estonie) depuis 1989 ainsi que  Jõhvi (Estonie),  Kiviõli (Estonie) et  Püssi (Estonie)[1]